# Bayesian (яхта)
Bayesian — 56-метровая (184 фута) парусная суперъяхта, построенная итальянской компанией Perini Navi в Виареджио в 2008 году. Последний раз судно было переоборудовано в 2020 году. Находилось в бенефициарной собственности Анджелы Бакарес, жены предпринимателя Майка Линча. Затонула 19 августа 2024 года.

## Дизайн и конструкция
Bayesian — шлюп с флайбриджем, спроектированный Роном Холландом. Имел 56-метровый алюминиевый корпус и одномачтовую куттерную установку. Алюминиевая мачта высотой 72 м была разработана специально для яхты и на тот момент являлась самой высокой в мире. Это была одна из самых больших парусных яхт в мире. Яхта имела традиционный кормовой кокпит и дополнительный полностью закрывающийся кокпит площадью 60 м в носовой части. Интерьер был выполнен в японском стиле французской дизайнерской компанией Rémi Tessier Design. Интерьер яхты был признан лучшим на International Superyacht Society Awards 2008 и лучшей парусной яхтой длиной более 45 метров на World Superyacht Awards 2009.

## История
Яхта была заказана голландским предпринимателем Эриком Альбада Елгерсма (Eric Albada Jelgersma; 1939—2018), но в 2005 году он оказался парализован в результате несчастного случая на яхте, и она была продана по завершении строительства в 2008 году голландскому застройщику Джону Гроневуду (John Groenewoud) и названа Salute. В ноябре 2014 года она была продана компании Revtom Ltd., с острова Мэн, принадлежащей Анджеле Бакарес, жене предпринимателя Майка Линча, и переименована в Bayesian, что является отсылкой к байесовскому подходу, который используется в статистическом машинном обучении компанией Линча Autonomy. С тех пор яхта была зарегистрирована в Великобритании, порт приписки — Лондон, и с 2022 года управлялась швейцарской компанией Camper & Nicholsons International.

## Крушение
Bayesian затонула ранним утром 19 августа 2024 года. Яхта стояла на якоре у Портичелло (коммуна Санта-Флавия), небольшого рыбацкого поселка в 15 километрах к востоку от Палермо. Адвокат Линча заявил, что пассажиры намеревались отпраздновать оправдание Линча по обвинению в мошенничестве с членами его команды защиты. Судно быстро затонуло после того, как сорвалось с якоря во время шторма и погрузилось на глубину 50 метров.
Всего на борту судна находилось 10 членов экипажа и 12 пассажиров,  15 человек из которых были спасены. Тело одного из членов экипажа было найдено позднее. Остальные шесть человек, включая Линча, числятся пропавшими без вести.
Итальянская береговая охрана подтвердила личности погибших. Команда водолазов-специалистов неоднократно спускалась к затонувшему судну. Они достигли главного мостика, но не смогли провести дальнейшие поиски жертв из-за мебели, мешающей проходу, и ограниченного времени погружения — 10 минут.
21 августа 2024 года в каюте затонувшей яхты были найдены тела Майка Линча и его 18-летней дочери Ханны Линч.
22 августа 2024 года были найдены и опознаны ещё двое пропавших без вести. По словам береговой охраны Италии, спасатели предполагают, что последний пропавший человек находится внутри лодки.
Владелец судостроительной компании Perini Navi, построившей Bayesian, Костантино считает, что к трагедии привели ошибки экипажа. В частности, он заявил, что шторм был предсказуем, яхта не должна была стоять на якоре и на ней не должно было быть людей.

### Выжившие
Среди выживших — Анжела Бакарес, жена Линча, и двое новозеландцев: адвокат Айла Рональд и капитан Джеймс Кэтфилд.

### Погибшие
- Джонатан Блумер, президент Morgan Stanley International[21].[нет в источнике]
- Джуди Блумер, жена Джонатана Блумера[22].
- Кристофер Дж. Морвилло, партнёр в компании Clifford Chance US LLP[23].
- Неда Морвилло (или Неда Нассири), жена Кристофера Морвилло[22], дизайнер ювелирных изделий[24].
- Рекальдо Томас, гражданин Антигуа, родившийся в Канаде, судовой повар[25].
- Майк Линч, основатель Autonomy Corporation PLC и Invoke Capital, 59 лет[26].
- Ханна Линч, дочь Майка Линча[27], 18 лет, должна была начать учёбу в Оксфордском университете[28].

## Предположения о причинах крушения
Хотя очевидцы сообщали, что видели в этом районе водяной смерч, итальянские власти заявили, что причиной затопления, скорее всего, стал шторм. Шторм, который обрушился на яхту, вызван тёплой водой, а температура поверхности моря в Средиземном море в 2024 году была как никогда тёплой и достигла рекордных 30 °C примерно в момент затопления. Рыбак из Портичелло рассказал: «Мы все знали, что надвигается шторм и что в эту ночь лучше держать лодки в порту. Мы все знали друг друга и говорили об этом между собой».
Вскоре появились предположения о том, что могло послужить причиной столь быстрого затопления яхты. 19 августа появились предположения, что люки и двери могли быть оставлены открытыми, что позволило воде проникнуть внутрь.
Джованни Костантино, генеральный директор итальянской Sea Group, которой принадлежит  Perini Navi, заявил в интервью Corriere della Sera, что экипаж должен был знать о надвигающемся шторме из прогноза погоды, и должен был быть наблюдатель, который бы заметил приближение шторма. По его словам, учитывая надвигающийся шторм, яхта должна была не стоять на якоре, а быть на ходу и с носом, направленным против ветра, все проёмы (включая кормовой люк) должны были быть закрыты, киль должен был быть полностью опущен, а пассажиры должны были находиться не в своих каютах, а в месте аварийного сбора. Он также рассказал Sky News, что яхты, построенные его компанией, имеют структуру и киль, которые делают их «непотопляемыми».